# Klaus-Peter Justus
Klaus-Peter Justus (* 11. července 1951, Königsee) je bývalý východoněmecký atlet, mistr Evropy v běhu na 1500 metrů z roku 1974.

## Kariéra
Specializoval se na běhu na 1500 metrů. V této disciplíně se stal juniorským mistrem Evropy v roce 1970 a získal bronzovou medaili na halovém mistrovství Evropy v roce 1973. Jeho největším úspěchem se stal titul mistra Evropy v běhu na 1500 metrů v roce 1974. Jeho osobní rekord 3:38,1 pochází z roku 1976.